# جين غوبتا
جنيفر آن غوبتا (بالإنجليزية: Jen Gupta) المعروفة باسم جين، هي عالمة فيزياء فلكية في جامعة بورتسموث. قدمت في عالم الغد على قناة بي بي سي.

## تعليم
نشأت غوبتا في وينشستر وأكملت المستويات الأولى في كلية بيترز سيموندس السادسة النموذجية. أكملت درجة الماجستير في جامعة مانشستر، قبل البدء في الحصول على درجة الدكتوراه في مركز جودريل بانك  للفيزياء الفلكية بالجامعة. حصلت على دكتوراه في (دراسات الطول الموجي المتعدد للنوى النشطة) في عام 2012.

## مهنة
بدأت غوبتا التواصل العلمي خلال الدكتوراه، أخذت دور رئيسي في ذا جود كاست، وأداء الكوميديا الواقعية المستوحاة من علم الفلك على المسرح في برايت كلوب، في مانشستر،وفي مسرح بلومزبري في لندن، شاركت غوبتا في تدريب معلمي الفيزياء في المملكة المتحدة. واستضافة عدد من حلقات برنامج  بي بي سي غدًا وورلد.
في عام 2016 ظهرت في سلسلة من الصور الشخصية بتكليف من قبل الجمعية الفلكية الملكية تحتفل بالنساء الرائدات في علم الفلك. في تلك السنة، ألقت محاضرة في المعهد الملكي (سماء الليل غير المرئية). محادثات منتظمة في الجمعيات الفلكية حول جنوب شرق إنجلترا. في عام 2015، استضافت ستارجازينغ لايف من حوض بناء السفن بورتسموث التاريخي.
إلى جانب الحديث العام عن علم الفلك، جوبتا مهتم بالكوميديا العلمية. في ذلك العام، استضافت باهفيست، وهو احتفال بنظرية علمية مجادلة ولكن غير صحيحة. غوبتا هي المؤسسة والمضيفة المشاركة لبودكاست علم الفلك.
في 2011 فازت بكونها عالمة، (أخرجني من هنا!) انضمت غوبتا إلى معهد علم الكونيات والجاذبية في جامعة بورتسموث في عام 2012. وهي مسؤولة عن التواصل والمشاركة العامة والتقييم. تعمل جوبتا عادةً مع 10000 من أطفال المدارس وأفراد الجمهور كل عام.